# 鞭笞堂
鞭笞堂，亦译鞭刑堂（Church of the Flagellation）是一座罗马天主教教堂，位于耶路撒冷旧城东部，狮子门内，属于穆斯林区。鞭笞堂和毗邻的定罪堂与荆冕堂 都属于方济各会的鞭笞修道院建筑群。

## 传统
传说此处是耶稣在走上前往各各他的苦路之前，被罗马兵鞭打之处。不过，这个传说是基于一个错误的假设，认为在毗邻的定罪堂和锡安修女院下面发现的罗马石板区域，就是圣经中记载彼拉多审判耶稣的铺华石处（希腊语：lithostratos），现在的考古调查表明，这些石板是属于公元2世纪哈德良兴建的罗马广场，广场所在的地点原是一个大型露天池塘，毗邻第一世纪的堡垒，并且仍在哈德良石板的下面。
约瑟夫证明，罗马总督在耶路撒冷时，住在希律王的宫殿，在外面的铺华石处进行审判和鞭笞。希律王的宫殿在西部小山, 2001年，在大卫塔下面发现希律王的宫殿。现在考古学家得出结论，在一世纪，罗马总督是在城市西部，而不是在城市另一侧的鞭笞堂一带审判耶稣.

## 历史
1839年，最初的教堂兴建于中世纪十字军神龛的遗址上。奥斯曼帝国时期神龛用作马厩，后来是私人住宅。19世纪，整个建筑群为方济各会获得。

## 设计与施工
目前的教堂建于1927年至1929年，完全是按照原样重建。教堂的内部只有一个走廊。教堂的三块花窗玻璃分别描绘彼拉多洗手 (Matthew 27:24)、鞭打(Mark 15:15) (John 19:1) 和巴拉巴获释(Matthew 27:26) (Mark 15:15) (Luke 23:24–25)。教堂的马赛克金色圆顶设计得如同一顶王冠。建筑师安东尼·巴卢奇还设计了耶路撒冷的其他一些教堂，例如橄榄山的主哭耶京堂、客西马尼园的万国教堂，和隱凱林（Ein Karem）的圣母往见堂，位于伯大尼的拉撒路教堂也是他的作品。
31°46′49.93″N 35°14′03.72″E / 31.7805361°N 35.2343667°E